# 東京事件
『東京事件』（トウキョウケース）は、大塚英志原作、菅野博之画による日本の漫画。

## 概要
『特撮エース』（角川書店）Vol.11より連載開始。同誌休刊後は『月刊少年エース』に連載されたが、2009年6月号から長期休載中。単行本は2巻まで刊行された。
昭和40年代の日本を舞台に、時間に関する特殊能力を持ったメンバーによって構成される「歴史科学研究所」（通称「浦島機関」）が、タイムトラベルによって起こされた不可能犯罪に挑むという話。事件は現実にあった事件をモデルとしている。
『月刊少年エース』での連載中断や連載再開に関して、詳しい説明はないが、大塚英志事務所の告知用Twitter「大塚八坂堂」では、菅野との仕事手順に相違があり、『ヤングエース』2017年10月号から連載開始した『東京オルタナティヴ』（西川聖蘭）が実質的リメイク作品となっていると言及されていた。

## 登場人物

### 歴史科学研究所
浦島正木（うらしま まさき）
主人公。歴史科学研究所所長。かつて関わった「東京事件」の後遺症で「時間失調症」という病気を患い、27時間の範囲で意識のみが自分の身体を介して過去と未来を移動してしまうようになる。
戦時中は旧日本陸軍の「歴史修正研究所」で「時間兵器」の開発に携わっていた。
宮川友紀子（みやがわ ゆきこ）
警視庁からの出向の刑事。30秒間だけ時間を静止できる。
疋田幸造（ひきた こうぞう）
元交番勤務巡査。念写によって事件現場の再現ができる。
三枝和美（さえぐさ かずみ）
非常勤の職員。特定困難な予知夢を見てはそれを日記につけている。
立山英夫（たてやま ひでお）
警視庁からの出向。元キャリア。
何者かの密命を受けて歴研に来た。
奥野あや（おくの あや）
歴史科学研究所の受付の女性。上品な佇まいの老婦人。資料の整理も担当している。
特殊能力はないが、鋭い洞察力を持ち、事件解決のヒントを皆に与えることもしばしば。

### その他
平岩（ひらいわ）
警視庁の警部。いつも歴史科学研究所に難事件の捜査を持ち込んでくる。あだ名は「鬼平」。
三枝（さえぐさ）
浦島正木が歴史修正研究所に勤めていた頃の同僚の男性。現在は某大学病院に勤めており、正木の相談役。
土玉（どたま）
浦島正木が歴史修正研究所に勤めていた頃の同僚の男性。現在は神田の某大学に勤めている。
アルベルト・ヘルツォーネ
ドイツ人の地質学者。ダウジングができる。アメリカ大使館のもとで特殊工作に従事している。

## 作中に登場した事件
- 草加次郎事件
- もく星号墜落事故
- 三億円事件
- 光クラブ事件